# 贝尔根 (下萨克森州)
贝尔根（發音：[ˈbɛʁɡn̩] ⓘ）是德国下萨克森州策勒县的城市，面积164.4平方千米，2023年12月31日人口为13,520人。